# Justice League (serie animata)
Justice League è una serie televisiva animata statunitense dedicata al gruppo supereroistico della DC Comics Justice League. Prodotta dalla Warner Bros. Animation, la serie è stata creata da Bruce Timm e Paul Dini. Composta da due stagioni per un totale di 52 episodi, è stata trasmessa per la prima volta il 17 novembre 2001 su Cartoon Network (prima serie del DC Animated Universe ad essere trasmessa su questo canale), mentre si è conclusa il 29 maggio 2004. In lingua italiana è stata trasmessa solo la prima stagione dal canale Boing del digitale terrestre, dal settembre 2005. La seconda invece rimane inedita per motivi sconosciuti.
Inserita nella continuity del DC Animated Universe, cronologicamente parlando si colloca subito dopo la fine della serie Superman. Nel 2004 la serie ha avuto un seguito, Justice League Unlimited, che vide aumentare di numero i personaggi dell'universo DC, nonché modificare il tipo di narrazione, più orientato verso storie autoconclusive che alle saghe da due o tre episodi. In questa serie i più grandi eroi della Terra, Superman, Batman, Wonder Woman, Flash, Lanterna Verde, Alata e Martian Manhunter, si uniscono per formare la Justice League, un team che dovrà affrontare minacce come Lex Luthor, Darkseid, Brainiac e la Lega dell'ingiustizia.
Grazie al grande successo riscontrato, è stata realizzata una serie a fumetti e diverse action-figure. La serie ha raccolto i favori del pubblico. Nel gennaio 2009, il sito IGN ha inserito la serie al 20º posto nella classifica delle migliori serie televisive animate di tutti i tempi. Inoltre, sempre per IGN, la serie si è classificata insieme al suo successore, al 3º posto nella lista dei 10 migliori adattamenti televisivi tratti dal fumetto.

## Trama
Qualche anno è passato da quando Superman è tornato in sé dopo essere stato ipnotizzato dagli Apokalittici e Darkseid obbligandolo a conquistare la Terra, prima di essere rinsavito grazie a Supergirl e Lois Lane. Riconquistatosi la fiducia della gente con l'aiuto di Batman, con il quale ha proposto l'idea di fondare un gruppo di supereroi per salvare la Terra quando da soli non possono, Superman si ritrova ad affrontare una conquista aliena proveniente da Marte. Non si tratta di marziani, in quanto sono stati sterminati dagli stessi alieni, bensì di una razza aliena mutaforma debole alla luce del Sole. Superman viene quindi contattato dall'ultimo marziano superstite, J'onn J'onzz (in grado di cambiare aspetto e leggere nella mente), e assieme a Batman lo liberano dalla sua prigione e si uniscono a lui per fermare l'avanzata aliena. Ad aiutarli giungono pure la Lanterna Verde John Stewart, la Thanaghariana Shayera Hol, detta l'Alata, il superveloce Flash e la misteriosa amazzone di Themiscyra Diana, detta Wonder Woman. I sette eroi salvano la Terra dagli alieni, unendo le loro forze, e a missione compiuta, decidono di fondare la Justice League e una Torre di Guardia spaziale per monitorare la Terra e possibili minacce spaziali.
Il gruppo, inoltre, riesce nell'impresa di incastrare Lex Luthor nel rivelare pubblicamente le sue azioni criminose che è sempre riuscito a coprire, approfittando di un suo momento di debolezza dovuto ad un cancro causato dalle radiazioni di Kryptonite, che riesce a contrastare usando un'armatura creatagli da Ultra-Humanite. Lex quindi mette su un gruppo di criminali e nemici dei membri della Justice League e fonda l'Injustice Gang con, Humanite, Solomon Grundy, Star Sapphire, Copperhead, l'Ombra, Cheetah e anche, seppur riluttante, il Joker. Tra problemi interuniversali e problemi personali, la Justice League affronta anche più di una volta Vandal Savage, un preistorico che divenne immortale grazie ad un meteorite e che tentò di cambiare la storia, iniziando con il rimpiazzare Hitler durante la Seconda guerra mondiale; fermare il super-intelligente Gorilla Grodd che tenta più di una volta di formare un gruppo migliore della Injustice Gang; e fermare il Joker dal far impazzire la gente con un quintetto di ragazzini dai poteri soprannaturali usati dal Governo, la Banda della Scala Reale. La Justice League, ad un certo punto, si ritrova a che fare anche con una loro controparte proveniente da una dimensione parallela, i Justice Lords. Inizialmente identici alla controparte originale, quando il Presidente degli Stati Uniti Lex Luthor uccise Flash, Superman distrusse l'uomo bruciandolo con lo sguardo, diventando dopo tale azione malvagio, assieme ai suoi colleghi, e governando la loro Terra con pugno di ferro. La League, inoltre, riesce a liberarsi di Brainiac e Darkseid in un colpo solo, distruggendo il meteorite dell'androide dove il signore di Apokolips si ritrovava al momento dell'esplosione, per quanto Superman sia convinto che risentiranno parlare di entrambi.
Tra un'avventura e l'altra, Lanterna Verde e Alata legano sempre di più, diventando infine una coppia. Tuttavia, questa relazione non è destinata a durare: poco dopo l'inizio della loro relazione, i Thanghariani arrivano sulla Terra rivelando che Alata era uno scout della loro armata, ma non per conquistarli ma per proteggerli da una minaccia più grande. I Gordoniani sono in procinto di raggiungere la Terra e distruggerla, ma non se i Thanghariani montano per loro uno scudo protettivo. In realtà però, tale scudo è solo un portale per consentire a i Thanghariani di superare lo scudo Gordoniano e batterli una volta per tutte nel loro pianeta natale, ma l'attivazione del portale porterà alla distruzione della Terra. La Justice League tenterà di fermare tale progetto, mentre l'Alata è combattuta se aiutare la sua gente o aiutare i suoi amici, facendo la scelta giusta al momento cruciale e salvando la Terra. Col portale distrutto grazie a Batman, che ha schiantato la Torre di Guardia contro, i Thanghariani sono costretti ad andarsene, ma radiano l'Alata dall'esercito. Anche la Justice League è combattuta se lasciare che Alata rimanga, ma questa decide di propria scelta di andarsene dal gruppo. Intanto, la lega inizia a progettare una nuova Torre di Guardia.

## Episodi
| Stagione         | Episodi | Prima TV USA | Prima TV in italiano |
| ---------------- | ------- | ------------ | -------------------- |
| Prima stagione   | 26      | 2001-2002    | 2004                 |
| Seconda stagione | 26      | 2003-2004    | inedita              |

## Personaggi e doppiatori
- Clark Kent / Superman (stagioni 1-2), voce originale di George Newbern, italiana di Patrizio Prata.
- Bruce Wayne / Batman (stagioni 1-2), voce originale di Kevin Conroy, italiana di Marco Balzarotti.
- Principessa Diana / Wonder Woman (stagioni 1-2), voce originale di Susan Eisenberg, italiana di Cinzia Massironi.
- John Stewart / Lanterna Verde (stagioni 1-2), voce originale di Phil LaMarr, italiana di Pietro Ubaldi.
- J'onn J'onzz / Martian Manhunter (stagioni 1-2), voce originale di Carl Lumbly, italiana di Maurizio Trombini.
- Wally West / Flash (stagioni 1-2), voce originale di Michael Rosenbaum, italiana di Simone D'Andrea.
- Shayera Hol / Alata[4] (stagioni 1-2), voce originale di Maria Canals, italiana di Elda Olivieri.

## Produzione

### Concezione e sviluppo

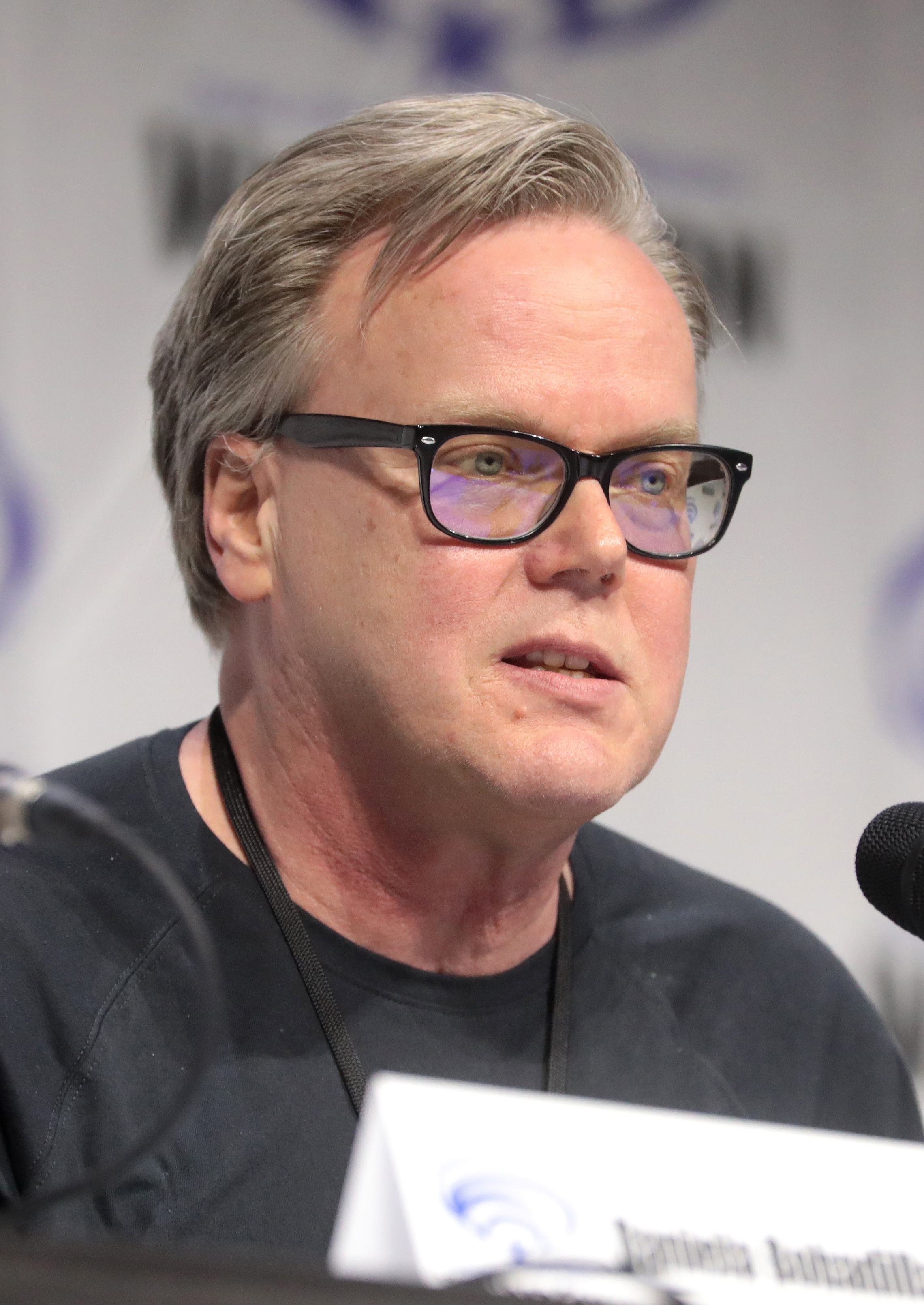
Il co-creatore della serie Bruce Timm, ha collaborato con Paul Dini a numerosi progetti animati del DC Animated Universe

Dopo la chiusura di Batman of the Future, la Warner Bros. chiese all'animatore Bruce Timm, co-produttore di Batman e Superman degli anni '90, di realizzare una serie che si concentri sulla Justice League. In un'intervista a Bruce Timm, nel 1998, l'animatore disse che "è uno spettacolo difficile da fare. Abbiamo tutti questi personaggi, ed è difficile mantenere due eroi impegnati in una scena d'azione allo stesso tempo." In un'altra intervista un anno dopo, Bruce Timm ha riaffermato la difficoltà nel realizzare una serie del genere, dicendo che "avendo tanti personaggi principali in uno spettacolo di ventidue minuti, è difficile focalizzare la personalità in ogni personaggio. La bellezza di una serie come Batman è che puoi davvero entrare in quel personaggio, nella sua personalità".
Il presidente della Warner Bros. Animation Jean MacCurdy, ha dichiarato di non riuscire a pensare a nessuno più appropriato o qualificato per dare vita a Justice League di Bruce Timm. Ha proseguito poi dicendo che "come ha brillantemente dimostrato con Batman e Superman, è entusiasta di creare una serie divertente e dinamica che appassionerà le schiere di fan di Justice League in tutto il mondo, oltre a presentare ad un'intera nuova generazione di fan questi personaggi classici.
Conosciuti ai telespettatori come I Superamici della serie realizzata tra il 1973 e il 1985 dalla Hanna-Barbera, i membri della Justice League del 2001 sono totalmente diversi dai propri corrispondenti di due decenni prima, poiché questa serie si ispira fortemente agli altri lavori di Paul Dini, Bruce Timm e Alan Burnett nel DC Animated Universe. Oltre a una maggiore fedeltà all'originale, Justice League propone caratterizzazioni adulte dei personaggi, sia per gli eroi che per i loro antagonisti, unitamente ad una valenza educativa, non risparmiando avvenimenti spiacevoli ai propri protagonisti. Eloquenti a tal proposito sono la cacciata di Wonder Woman dalla sua isola natale Themyscira nonostante ne abbia salvato le sorti, a causa di un'antica legge; oppure la saga che vede Superman catturato e portato nell'alieno Pianeta della guerra, dove un tiranno offre spettacoli gladiatori perché il popolo, entusiasta delle lotte, non pensi alla mancanza di lavoro e di cibo.
Quando Justice League debuttò su Cartoon Network nel 2003, alcuni fan rimasero sorpresi dalla formazione della squadra. Mentre il gruppo includeva standard come Batman, Superman e Wonder Woman, la Justice League della DCAU includeva John Stewart, una Lanterna Verde meno conosciuta e Alata. Inizialmente però Bruce Timm realizzò uno schizzo in cui veniva rappresentata la squadra più tradizionale, con Aquaman e Hal Jordan al posto di Alata e Johns Stewart. Alla fine, sia John Stewart che Alata sono stati aggiunti per dare diversità al cast dello show. Mentre Aquaman e un'altra Lanterna Verde, Kyle Rayner, erano già apparsi su Superman, divennero solo guest star della Justice League.
Secondo il commento audio del DVD della seconda stagione, la seconda parte di Starcrossed, si pensava potesse essere l'ultimo episodio della serie. Tuttavia, nel febbraio 2004, Cartoon Network ha annunciato un seguito, Justice League Unlimited, che è stato presentato in anteprima il 31 luglio 2004 e presentava un maggior numero di personaggi.

### Animazione
Anche se la serie è in animazione tradizionale come il resto delle serie del DC Animated Universe, la sigla d'apertura è stata realizzata in 3D con l'uso del cel-shading. L'intro è stato utilizzato per tutti i 52 episodi fin quando non comparve più nel seguito Justice League Unlimited. In un'illustrazione della Justice League realizzata da Bruce Timm, gli eroi come Superman, Batman e Aquaman conservavano ancora l'aspetto che avevano nelle precedenti incarnazioni (la serie Superman e Batman - Cavaliere della notte). In seguito è stato adottato un nuovo abbigliamento e design per Superman (il quale indossa uno slip non più blu ma rosso e, almeno per la prima stagione, ha un aspetto più invecchiato), per Batman (il suo costume è una fusione delle due bat-suit indossate nelle precedenti serie, mentre Bruce Wayne ha gli occhi neri e non più blu come in Cavaliere della notte) e Aquaman (il suo design è stato quello maggiormente stravolto, ed è più simile alla versione fumettistica degli anni '90).

### Casting
Kevin Conroy riprende il suo ruolo di Batman dopo aver doppiato il personaggio nella serie Batman (1992-1995), Batman - Cavaliere della notte (1997-1999) e Batman of the Future (1999-2001). Il costume di Batman è stato nuovamente ridisegnato, ma questa volta si tratta di una combinazione delle ultime tre versioni. La tuta rimane quella della serie Cavaliere della notte, ma con il mantello blu della prima serie Batman e le lunghe orecchie del costume di Batman of the Future. Tim Daly, che ha doppiato Superman nella serie animata omonima, inizialmente avrebbe dovuto riprendere il suo ruolo ma ha dovuto rinunciare il suo ruolo a causa del coinvolgimento con Il fuggiasco (remake di una sola stagione della serie Il fuggiasco del 1963) ed è stato sostituito da George Newbern. Superman fu inizialmente ridisegnato con l'aggiunta di piccole rughe sul viso che dovevano farlo sembrare più vecchio, oltre ad avere un'evidente striscia brillante sui capelli; inoltre sarebbe dovuto apparire più possente fisicamente rispetto alla versione precedente della serie Superman.

### Continuity
La maggior parte dei personaggi che compaiono nella serie conservano le loro origini e la loro storia dai fumetti, fatta eccezione per Wonder Woman. Nella continuity della serie e del DC Animated Universe, il primo episodio della serie Secret Origins non presenta la storia della gara di Diana contro le sue sorelle Amazzoni per essere l'ambasciatrice della pace nel mondo degli uomini, ma decide di fuggire dal suo mondo per andare in soccorso della Justice League, nella quale è l'ultima arrivata. Gli episodi successivi mostrano i suoi tentativi di adattarsi al nuovo mondo. In un'intervista sul cofanetto in DVD della prima stagione, il co-creatore della serie Bruce Timm ha affermato di aver inizialmente affrontato alcune questioni legali sull'utilizzo del personaggio Wonder Woman, ma l'animatore statunitense si era detto convinto che sarebbe riuscito ad inserirla nella serie. Inoltre, il personaggio di Flash viene mostrato come un po' più giovane e significativamente più sfacciato rispetto alla prima apparizione nel DC Animated Universe (nella serie Superman) e alla controparte fumettistica, assomigliando a tratti a quella che è la personalità di Plastic Man, che fornisce un tono comico ai fumetti della JLA. Cambiamenti importanti sono stati fatti anche ad Hawkgirl (chiamata in italiano Alata) che, nel corso della serie, intrattiene una relazione con John Stewart, alias Lanterna Verde. Viene accennata anche una storia d'amore tra Batman e Wonder Woman (poi approfondita nella serie Justice League Unlimited), che non avrebbero voluto abbinare Wonder Woman con Superman nonostante le richieste dei fan. A differenza della serie I Superamici, Robin non fa da spalla a Batman in questa serie animata e non compare quasi mai tranne in un cameo.

## Colonna sonora
Una colonna sonora di 4 dischi con le musiche salienti di entrambe le stagioni di Justice League è stata pubblicata da La-La Land Records nel luglio del 2016. Si tratta di un'edizione limitata di 3000 unità e può essere ordinata sul sito ufficiale della La-La Land Records. Il set comprende tracce degli episodi preferiti dai fan come A Better World, Hereafter, Wild Cards e Starcrossed.
La-La Land spera di rilasciare una colonna sonora anche per Justice League Unlimited, a condizione che le vendite della colonna sonora della Justice League migliorino significativamente e che ci sia una domanda sufficiente dai fan.

## Distribuzione
La serie è stata trasmessa dal 2001 al 2004 sul canale statunitense Cartoon Network all'interno del blocco Toonami.
In Italia la serie è stata trasmessa da Italia 1 a partire dal 4 settembre 2004, poi da Boing dal 23 aprile 2006 ed è stata replicata su Cartoon Network l'11 giugno 2007. La serie è stata ritrasmessa dall'11 marzo 2019 in orario notturno su Italia 1.

### Edizione italiana
L'edizione italiana è curata da Guido Rutta, già autore del doppiaggio della serie di Batman, per la Merak Film di Milano.
La seconda stagione non è stata doppiata per motivi sconosciuti e quindi rimane inedita in Italia.

### Edizioni home video
Sono usciti 2 cofanetti di DVD contenenti le due stagioni della serie; dal 2004 la Warner Italia ha commercializzato la prima stagione della Justice League.
| DVD/Blu-ray Disc | Data           | Episodi | Informazioni |
| ---------------- | -------------- | ------- | --- |
| Prima stagione   | 21 marzo 2006  | 26      | Contiene un set di 4 DVD con tutti gli episodi della prima stagione, nonché commenti audio, interviste e altri contenuti speciali.                                                                              |
| Prima stagione   | 19 agosto 2008 | 26      | La prima stagione è stata ri-masterizzata e rilasciata in un set di 3 dischi in Blu-ray Disc (in qualità 1080p e in Dolby Digital 5.1) insieme a tutti i contenuti speciali presenti nella precedente versione. |
| Seconda stagione | 20 giugno 2006 | 26      | Contiene un set di 4 DVD con tutti gli episodi della seconda stagione, nonché commenti audio e una discussione che coinvolge il team di produzione della serie.                                                 |
| Seconda stagione | 26 luglio 2011 | 13      | La Warner Home Video ha pubblicato la seconda stagione in un set Blu-ray da due dischi. |

## Accoglienza

### Critica
La serie ha avuto recensioni generalmente positive da parte della critica.
Nel gennaio 2009, il sito IGN ha inserito la serie al 20º posto nella classifica delle migliori serie televisive animate di tutti i tempi. Inoltre, sempre per IGN, la serie si è classificata insieme al suo successore, al 3º posto nella lista dei 10 migliori adattamenti televisivi tratti dal fumetto.
Nell'agosto 2015 IGN ha stilato una speciale classifica delle 12 migliori storie d'amore dei supereroi in TV, nel quale è presente quella tra Lanterna Verde e Alata.

## Riconoscimenti
Annie Awards
- 2004 - Scrittura eccezionale in una produzione televisiva animata

per l'episodio "Comfort & Joy" - Paul Dini (nominato)
- 2006 - Migliore regia in un produttore televisivo animato

per episodio "Clash" - Dan Riba (nominato)
Motion Picture Sound Editors
- 2002 - Miglior montaggio audio in animazione televisiva - Robert Hargreaves (nominato)
- 2003 - Miglior montaggio audio in animazione televisiva - Robert Hargreaves (nominato)
- 2004 - Miglior montaggio audio in animazione televisiva - Robert Hargreaves (nominato)

Primetime Emmy Awards
- 2002 - Eccezionale musica per tema principale - Lolita Ritmains (nominato)
- 2005 - Eccezionale musica per tema principale - Michael McCuistion (nominato)

Rondo Hatton Classic Horror Awards
- 2002 - Presentazione TV dell'anno (nominato)

Writers Guild of America Award
- 2005 - Animazione per l'episodio Starcrossed - Rich Fogel, John Ridley e Dwayne McDuffie (nominato)

Gold Derby Awards
- 2007 - Serie animata (nominato)

Cinema Audio Society Awards
- 2009 - Eccezionale realizzazione di montaggio sonoro per la programmazione originale DVD (nominato)

## Opere derivate

### Film cancellato
Nel 2004 Bruce Timm ha annunciato che stavano lavorando ad un film direct-to-video sulla serie. Il film avrebbe dovuto fare da ponte tra la seconda stagione di Justice League e la prima di Justice League Unlimited. Dwayne McDuffie scrisse la sceneggiatura e Andrea Romano ha formato il cast, ma la Warner Bros. ha scartato il progetto. Tuttavia, nel 2010, la trama del film è stata utilizzata per il film Justice League: La crisi dei due mondi, in cui però sono stati rimossi tutti i riferimenti al DC Animated Universe e John Stewart è stato sostituito da Hal Jordan come Lanterna Verde della Justice League.

### Fumetti
Come per le precedenti serie del DC Animated Universe, sono state prodotte due serie a fumetti per le due serie animate sulla Justice League: la prima è nota con il nome di Justice League Adventures basata sulla serie Justice League del 2001, e la seconda Justice League Unlimited basata sulla serie omonima. In entrambe le serie, che non fanno parte della continuity del cartone animato, compaiono personaggi mai visti sul piccolo schermo come Blue Beetle, Mary Marvel, Guy Gardner, Power Girl, Fulmine Nero e Firestorm e che contraddicono alcune vicende che si vedono nella serie.

### Sequel
Il 31 luglio 2004 è uscito su Cartoon Network il primo episodio di Justice League Unlimited, sequel diretto di Justice League. La serie animata, realizzata dallo stesso team creativo della precedente, si compone di tre stagioni per un totale di 39 episodi. Rispetto a Justice League, in questo sequel sono aumentati i personaggi dell'universo DC nonché è stato modificato il tipo di narrazione, più orientato verso storie autoconclusive che alle saghe da due o tre episodi.

## Merchandising
Nel giugno 2018, è stato annunciato che per tutti coloro che sono iscritti al nuovo servizio in streaming della DC Comics, DC Universe, saranno disponibili sei action-figure realizzate da DC Collectibles e basate sulla serie Justice League e Justice League Unlimited, raffiguranti i principali membri della JLA (Superman, Batman, Wonder Woman, Flash, Lanterna Verde, Alata, Martian Manhunter e in più Aquaman).